# 800 mètres nage libre féminin aux Jeux olympiques d'été de 2020
Navigation
Rio 2016 Paris 2024
Le 800 m nage libre femmes est une épreuve des Jeux olympiques d'été de 2020 qui a eu lieu les 29 et 31 juillet au Centre aquatique olympique de Tokyo.

## Records
Avant cette compétition, les records dans cette discipline étaient :
| Record du monde  | 8:04.79 | Katie Ledecky | 12 août 2016 | Rio de Janeiro, Brésil |
| Record olympique | 8:04.79 | Katie Ledecky | 12 août 2016 | Rio de Janeiro, Brésil |

## Programme
L'épreuve de 800 m nage libre se déroule pendant trois jours consécutifs suivant le programme suivant :
Tous les horaires correspondent à l'UTC+9
| Date                     | Horaire | Manche |
| ------------------------ | ------- | ------ |
| Jeudi 29 juillet 2021    | 19 h 00 | Séries |
| Dimanche 31 juillet 2021 | 10 h 46 | Finale |

## Médaillés
| Or            | Argent         | Bronze            |
| Katie Ledecky | Ariarne Titmus | Simona Quadarella |

## Résultats

### Séries
Les huit meilleures nageuses se qualifient pour les demi-finales.
| Rang | Série | Ligne | Nom                      | Nationalité      | Temps   | Remarques |
| ---- | ----- | ----- | ------------------------ | ---------------- | ------- | --------- |
| 1    | 4     | 4     | Katie Ledecky            | États-Unis       | 8:15.67 | Q         |
| 2    | 4     | 6     | Katie Grimes             | États-Unis       | 8:17.05 | Q         |
| 3    | 4     | 5     | Simona Quadarella        | Italie           | 8:17.32 | Q         |
| 4    | 4     | 3     | Sarah Köhler             | Allemagne        | 8:17.33 | Q         |
| 5    | 3     | 6     | Anastasiya Kirpichnikova | ROC              | 8:18.77 | Q, NR     |
| 6    | 3     | 5     | Ariarne Titmus           | Australie        | 8:18.99 | Q         |
| 7    | 3     | 3     | Kiah Melverton           | Australie        | 8:20.45 | Q         |
| 8    | 3     | 4     | Wang Jianjiahe           | Chine            | 8:20.58 | Q         |
| 9    | 3     | 8     | Isabel Gose              | Allemagne        | 8:21.79 |           |
| 10   | 3     | 1     | Li Bingjie               | Chine            | 8:22.49 |           |
| 11   | 2     | 3     | Summer McIntosh          | Canada           | 8:25.04 |           |
| 12   | 4     | 8     | Merve Tuncel             | Turquie          | 8:25.62 |           |
| 13   | 3     | 2     | Ajna Késely              | Hongrie          | 8:26.20 |           |
| 14   | 4     | 7     | Mireia Belmonte          | Espagne          | 8:26.71 |           |
| 15   | 2     | 6     | Julia Hassler            | Liechtenstein    | 8:26.99 | NR        |
| 16   | 2     | 5     | Waka Kobori              | Japon            | 8:28.90 |           |
| 17   | 2     | 4     | Miyu Namba               | Japon            | 8:32.04 |           |
| 18   | 1     | 3     | Eve Thomas               | Nouvelle-Zélande | 8:32.51 |           |
| 19   | 1     | 4     | Kristel Köbrich          | Chili            | 8:32.58 |           |
| 20   | 4     | 2     | Martina Caramignoli      | Italie           | 8:33.15 |           |
| 21   | 2     | 7     | Jimena Pérez             | Espagne          | 8:33.98 |           |
| 22   | 2     | 8     | Marlene Kahler           | Autriche         | 8:36.16 |           |
| 23   | 2     | 1     | Deniz Ertan              | Turquie          | 8:36.29 |           |
| 24   | 1     | 5     | Viviane Jungblut         | Brésil           | 8:38.88 |           |
| 25   | 2     | 2     | Tamila Holub             | Portugal         | 8:40.04 |           |
| 26   | 1     | 6     | Katja Fain               | Slovénie         | 8:41.13 |           |
| 27   | 3     | 7     | Delfina Pignatiello      | Argentine        | 8:44.85 |           |
| 28   | 1     | 2     | Han Da-kyung             | Corée du Sud     | 8:46.66 |           |
| 29   | 1     | 1     | Arianna Valloni          | Saint-Marin      | 8:54.78 |           |
| 30   | 1     | 7     | Nguyễn Thị Ánh Viên      | Viêt Nam         | 9:03.56 |           |
|      | 4     | 1     | Anna Egorova             | ROC              | DNS     |           |

### Finale
Katie Ledecky remporte la finale du 800 m nage libre.
| Rang | Ligne | Nom                      | Nationalité | Temps   | Remarques |
| ---- | ----- | ------------------------ | ----------- | ------- | --------- |
| 1    | 4     | Katie Ledecky            | États-Unis  | 8:12.57 |           |
| 2    | 7     | Ariarne Titmus           | Australie   | 8:13.83 | AR        |
| 3    | 3     | Simona Quadarella        | Italie      | 8:18.35 |           |
| 4    | 5     | Katie Grimes             | États-Unis  | 8:19.38 |           |
| 5    | 8     | Wang Jianjiahe           | Chine       | 8:21.93 |           |
| 6    | 1     | Kiah Melverton           | Australie   | 8:22.25 |           |
| 7    | 6     | Sarah Köhler             | Allemagne   | 8:24.56 |           |
| 8    | 2     | Anastasiya Kirpichnikova | ROC         | 8:26.30 |           |